# Erdei tisztesfű
Az erdei tisztesfű (Stachys sylvatica) az ajakosvirágúak (Lamiales) rendjébe, ezen belül az árvacsalánfélék (Lamiaceae) családjába tartozó faj.

## Előfordulása
Az erdei tisztesfű csaknem egész Európában előfordul. További előfordulási területei Ázsia mérsékelt övi részein találhatók meg. E növényfaj előfordul a Bükk-vidéken.

## Megjelenése
Az erdei tisztesfű évelő, 30-120 centiméter magas növény. Négyszögletes szára felálló, felül elágazó, a virágzattal együtt borzas szőrű. Hosszú nyelű, hullámos felszínű, szív vagy széles tojás alakú, fűrészes szélű, kihegyezett csúcsú, keresztben átellenesen álló levelei a csalánéhoz hasonlók, átható, kellemetlen szagot árasztanak. A bordó vagy bíborvörös virágok pártáját világosabb rajzolat díszíti. A párta kétszer olyan hosszú, mint a csésze. A virágok legfeljebb hatosával, álörvösen helyezkednek el a levelek hónaljában, és végálló állfüzért képeznek. Termése 4 makkocskából áll, melyeket a megmaradó csészelevelek fognak közre.

## Életmódja
Az erdei tisztesfű félárnyékos helyek: lomb- és elegyes erdők, cserjések, sziklás és szurdokerdők, ligetek lakója. Főleg magasabb talajvizű, nyirkos, nitrogénben gazdag, de laza talajokon gyakori.
A virágzási ideje június–augusztus között van.

## Gyógyhatásai
Sebgyógyító, görcsoldó, hatásos menstruációs zavarok ellen is.

## Felhasználása
A belőle nyert sárga színezéket gyapjú festésére használják.
Megfőzve gombaízű, leveseket, szószokat ízesítenek vele.

## Képek

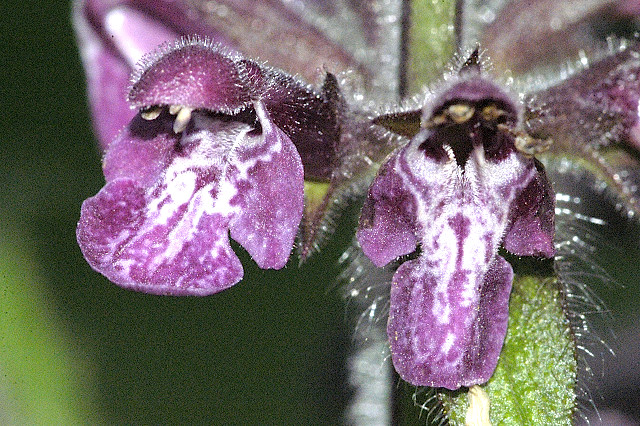
Virágai
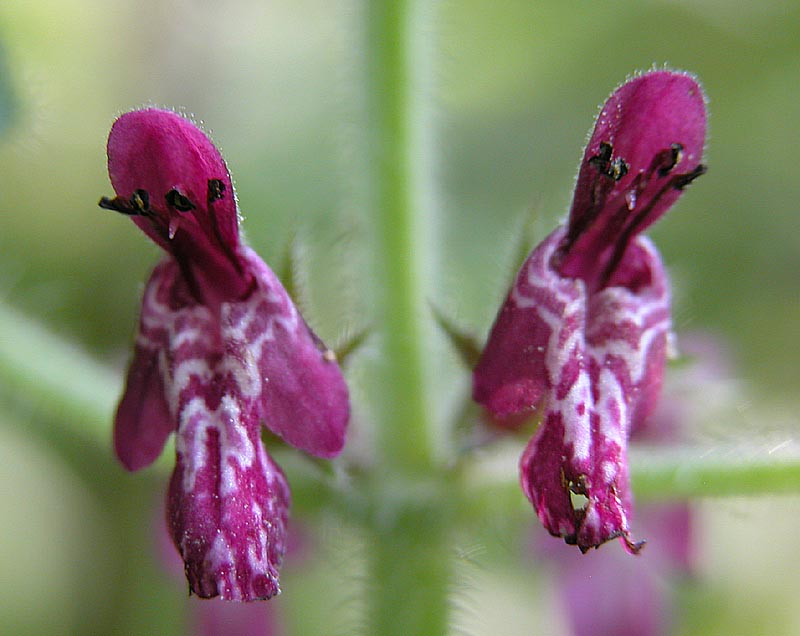
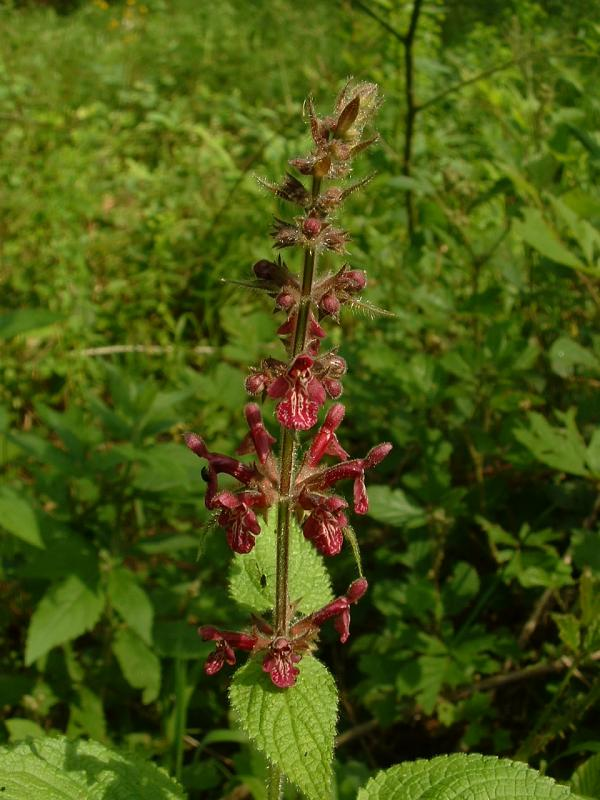
A növény
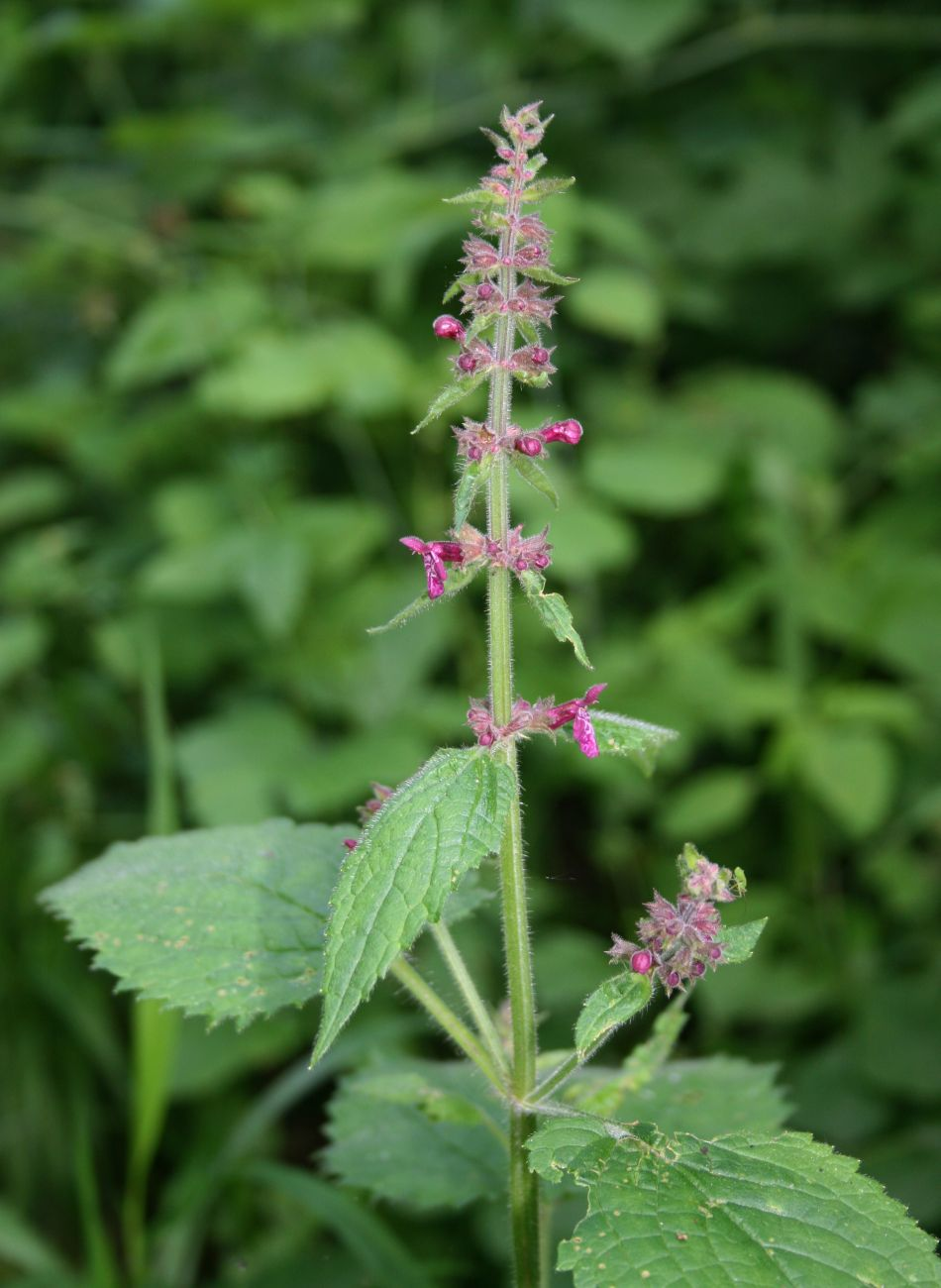
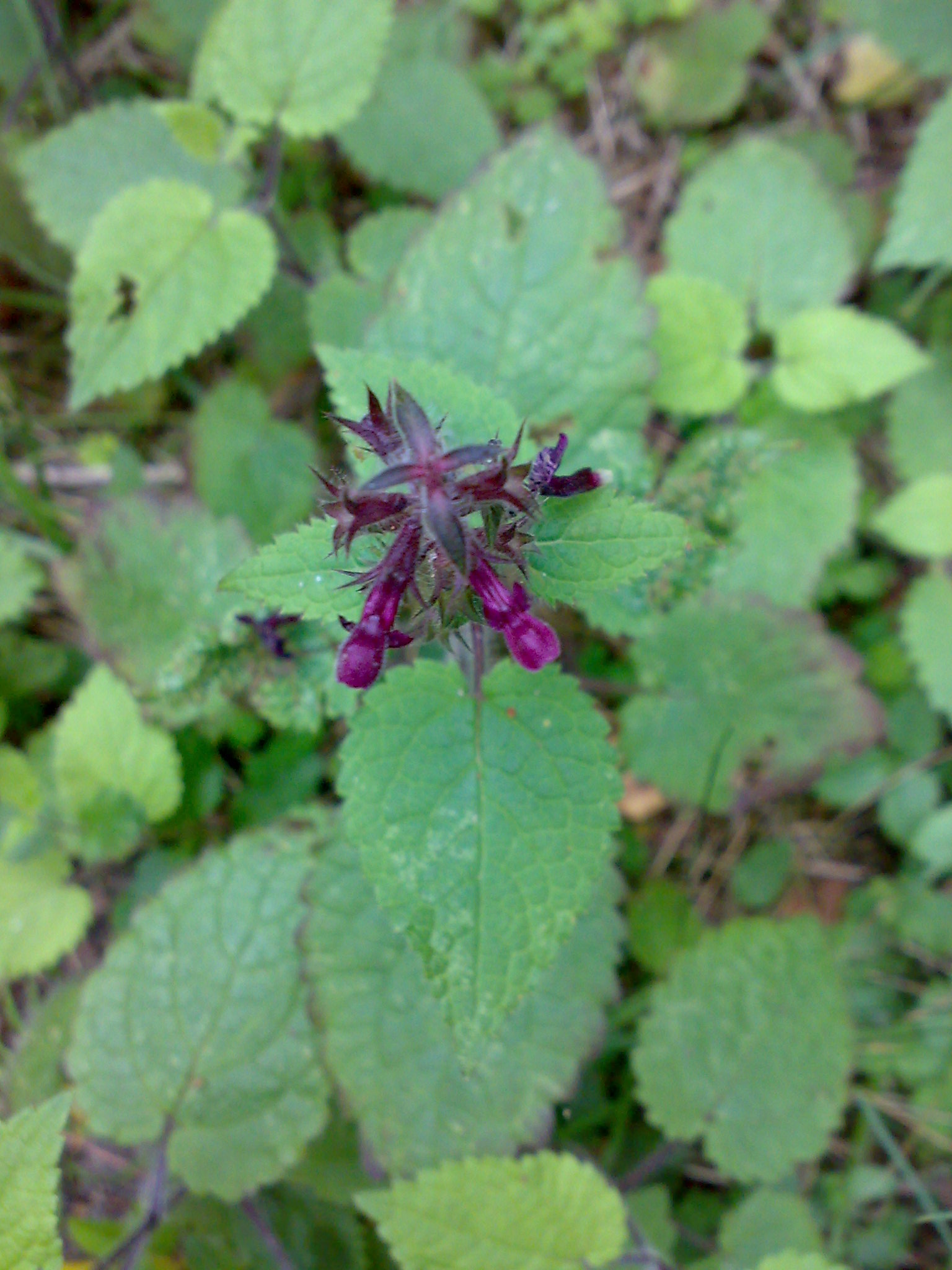
Levelei
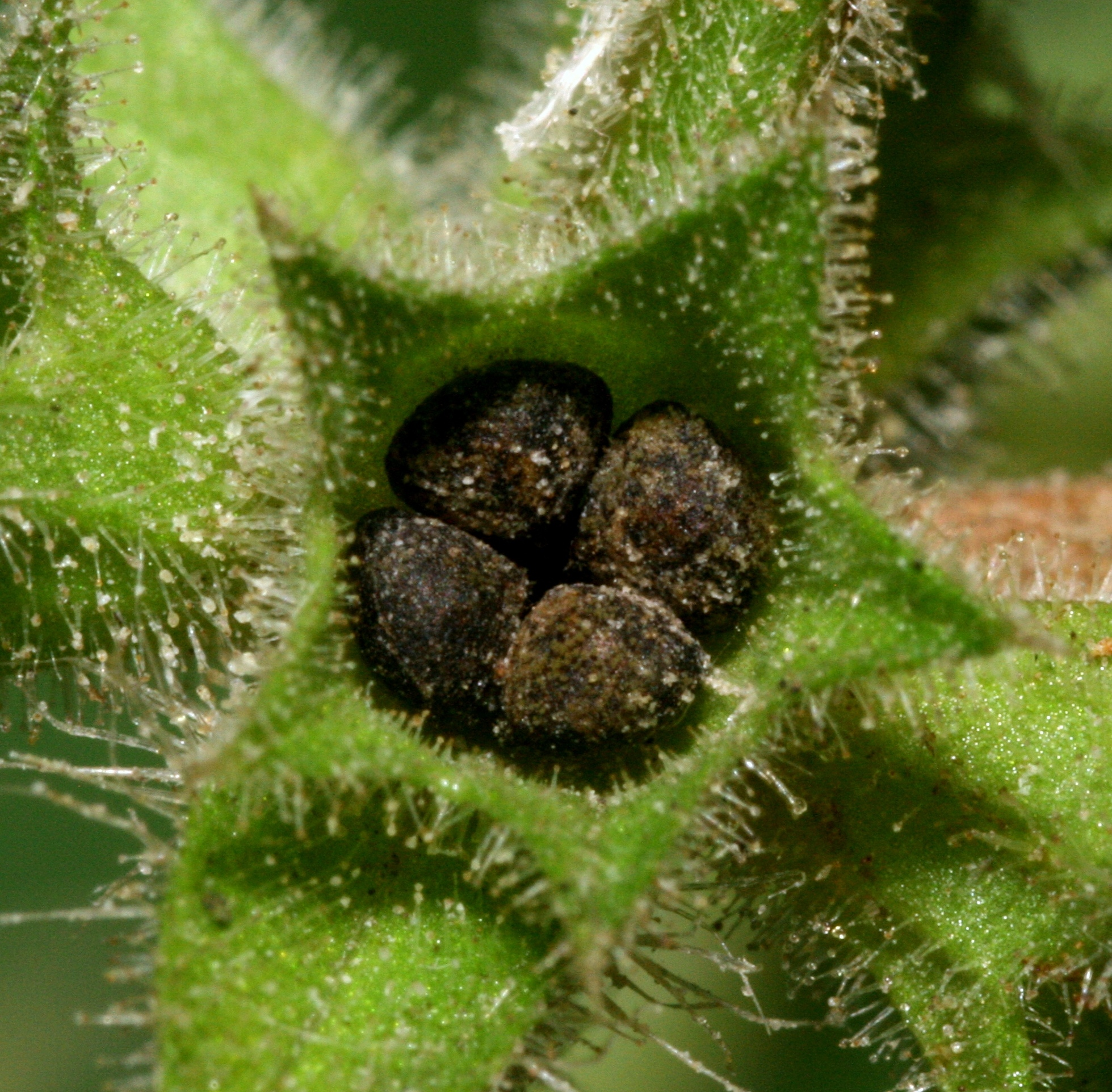
A csészelevelek által közrefogott termések
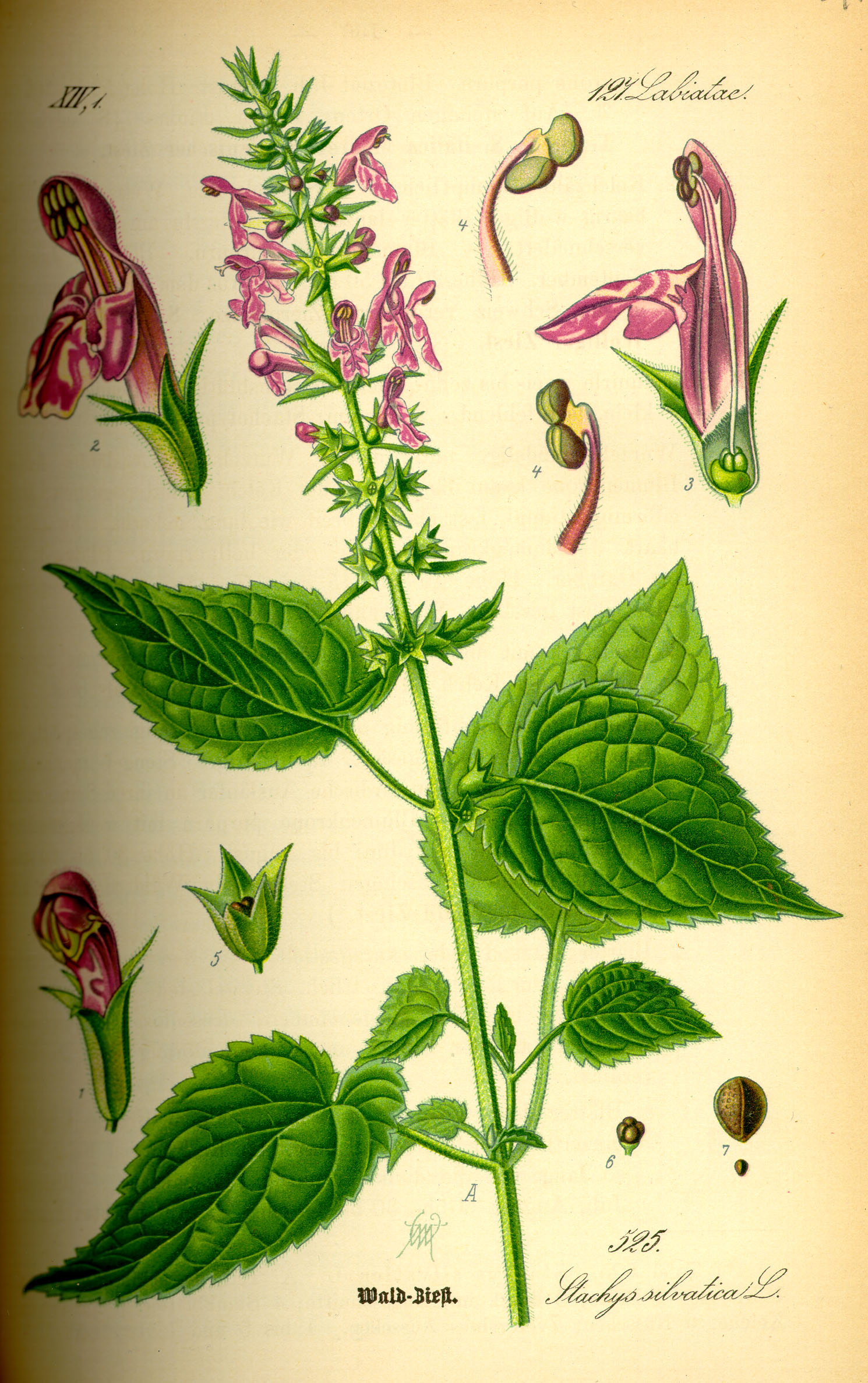
Rajzok a növényről
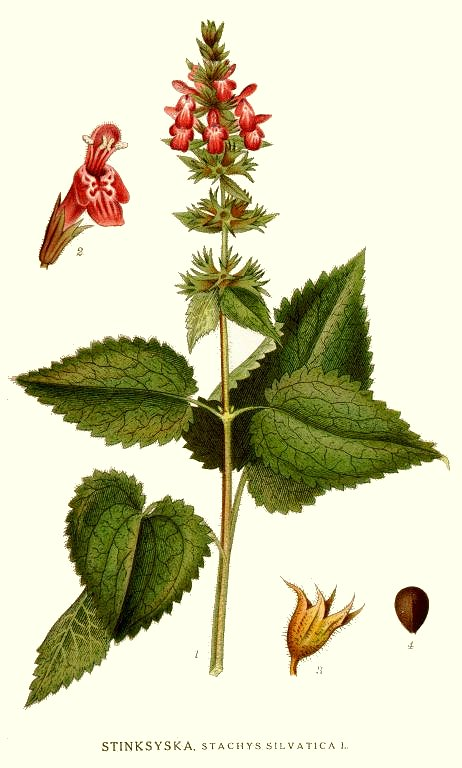

## Kapcsolódó szócikk
- Levélpirosító ribiszke-levéltetű